# PalaFigoi
Il PalaFigoi è un impianto sportivo polivalente del quartiere genovese di Rivarolo. Situato nella zona di Fegino, è stato ristrutturato nell'estate del 2010 per permettere alla Carige Genova, neopromossa nel campionato di Serie A2 maschile di pallavolo, di tornare a disputare in città le partite casalinghe dopo una stagione di esodo forzato a Cogoleto al PalaDamonte. La società vi ha disputato le gare interne dal 2010 al 2013, anno in cui ha cessato l'attività.